# Čunovo
Čunovo (in croato: Čunovo, in ungherese: Dunacsún, in tedesco: Sandorf) è un quartiere, con autonomia a livello di comune, della città di Bratislava, capitale della Slovacchia, facente parte del distretto di Bratislava V.
Posizionato a sud è inoltre vicino alla frontiera con l'Ungheria. Da segnalare la vicinanza alla diga di Gabčíkovo - Nagymaros.

## Storia
Le prime tracce storiche dell'abitato risalgono al 1232 dove viene riportata con il nome di Chun. Nel sedicesimo secolo, i croati, fuggendo dagli ottomani provenienti da sud, si stabilirono nel villaggio. Fino al 1947 Čunovo, insieme a Rusovce e Jarovce, faceva parte dell'Ungheria ed in quell'anno passarono alla Cecoslovacchia per favorire la costruzione del Porto di Bratislava. Dal 1º gennaio 1972 fa parte della città di Bratislava. Alcuni degli abitanti della cittadina utilizzano ancora la lingua Croata e preservano costumi ed usanze appartenenti al passato.

## Infrastrutture e trasporti
Čunovo è vicina alle arterie stradali internazionali e alla ferrovia che collega con l'Ungheria.